# Juventude Social Democrata
A Juventude Social Democrata (JSD) é a estrutura política de Juventude do PSD (Partido Social Democrata). Fundada por Francisco Sá Carneiro, a JSD tornou-se uma base essencial do próprio PSD. A sua atividade é reconhecida nas campanhas eleitorais, tendo uma posição crucial em termos de mobilização e enquanto "laboratório de ideias do partido".

## Génese
Actuando com uma maior incidência sobre as questões que dizem respeito directamente aos jovens, a JSD afirma-se como a maior organização jovem político-partidária que existe em Portugal. Embora veiculando os valores afirmados pelo PSD, a JSD é uma estrutura com identidade própria, trabalhando por isso de uma forma autónoma relativamente ao Partido.
A JSD tem como fins a promoção e a defesa da democracia política e social inspirada nos valores do Estado de Direito democrático e na experiência reformista do PSD com uma matriz liberal na economia e conservadora em sociedade, com um ideal de afirmação internacional da Nação Portuguesa e da promoção da qualidade de vida das suas populações.
Nos termos do artigo 2.º dos seus Estatutos, são tarefas fundamentais da JSD:
- Contribuir para a educação cívica e formação política da juventude portuguesa, defender os seus legítimos direitos e promover a sua representação;
- Promover a consciência cívica e a participação política dos jovens;
- Lutar pela garantia do exercício dos direitos civis e políticos, segundo os princípios da Declaração Universal dos Direitos Humanos;
- Participar ativamente na definição da política de âmbito nacional, distrital, municipal, local e setorial, na perspetiva da defesa dos interesses da Juventude Portuguesa;
- Fiscalizar o exercício do poder público, particularmente nas matérias mais relevantes para a condição de vida e realização dos jovens;
- Intervir, em representação dos jovens portugueses, no processo político europeu a nível nacional e no quadro da participação portuguesa na União Europeia;
- Promover e apoiar a Lusofonia reforçando e incentivando os laços identitários entre os países de língua oficial portuguesa;
- Contribuir para a definição programática do PSD e para o estudo e divulgação, adaptada à realidade portuguesa, da Social Democracia;
- Promover a formação de uma classe política responsável, informada, rigorosa, eticamente exigente e empenhada na realização do bem comum.

## História
A fundação da Juventude Social Democrata remonta a junho de 1974, quando cerca de trinta jovens criaram o "Núcleo de Jovens do PPD", sob a liderança de António Rebelo de Sousa, que em poucos dias mudou de nome para JSD, tendo sido os seus estatutos aprovados no mês de Novembro do mesmo ano, em Plenário Nacional.
Eleita no I Congresso Nacional, que teve lugar em Lisboa, a 31 de maio de 1975, a primeira Comissão Política Nacional era composta pelos seguintes militantes:
- António Rebelo de Sousa
- Guilherme d'Oliveira Martins
- Pedro Jordão
- Paulo Costa
- José Hernandez
- António Cerejeira
- Manuel Álvaro Rodrigues
- José Mota Faria
- José Carlos Piteira
- José Coelho

### Presidentes
- António Rebelo de Sousa (31 Mai. 1975 – Dez. 1978; Secretário-Geral)[3]
- António Lacerda de Queiroz (Dez. 1978 – Nov. 1982)
- Pedro Pinto (Nov. 1982 – Out. 1986)
- Carlos Coelho (Out. 1986 – Mar. 1990)
- Pedro Passos Coelho (Mar. 1990 – Dez. 1995)
- Jorge Moreira da Silva (Dez. 1995 – Set. 1998)
- Pedro Duarte (Set. 1998 – Set. 2002)
- Jorge Nuno Sá (Set. 2002 – Mar. 2005)
- Daniel Fangueiro (Mar. 2005 – Abr. 2007)
- Pedro Rodrigues (Abr. 2007 – Nov. 2010)
- Duarte Marques (Nov. 2010 – Dez. 2012)
- Hugo Soares (Dez. 2012 - Dez. 2014)
- Simão Ribeiro (Dez. 2014 - Abr. 2018)
- Margarida Balseiro Lopes (Abr. 2018 - Jul. 2020)
- Alexandre Poço (Jul. 2020 - Jun. 2024)
- João Pedro Louro (Jun. 2024 - presente)

## Atualidade
A JSD tem baseado, principalmente, a sua atividade política em áreas como a Educação, Empreendedorismo, Emprego, Habitação, Ambiente, Toxicodependência e Obesidade Infantil. Hoje, a JSD faz da revisão constitucional, da construção europeia, do emprego, cultura e ambiente temas geracionais onde também foca a sua intervenção.

## Órgãos Nacionais

### Comissão Política Nacional
| Comissão Política Nacional          | Comissão Política Nacional  | Comissão Política Nacional |
| ----------------------------------- | --------------------------- | -------------------------- |
| Presidente                          | João Pedro Louro            | João Pedro Louro           |
|                                     |                             |                            |
| Secretário-Geral                    | João Pedro Luís             | João Pedro Luís            |
|                                     |                             |                            |
| Secretários-Gerais Adjuntos         | Gonçalo Fernandes           | Gonçalo Fernandes          |
| Secretários-Gerais Adjuntos         | Diogo Guerra                |                            |
| Secretários-Gerais Adjuntos         | Maria Helena Moreira        |                            |
|                                     |                             |                            |
| Vice-Presidentes                    | Bruno Miguel Melim          | Bruno Miguel Melim         |
| Vice-Presidentes                    | Beatriz Martins             |                            |
| Vice-Presidentes                    | Maria Galhano               |                            |
| Vice-Presidentes                    | Bruno Alexandre Faria       |                            |
|                                     |                             |                            |
| Vogais                              | Leandro Luís                | Leandro Luís               |
| Vogais                              | Vasco Garcia                |                            |
| Vogais                              | Jorge Freitas               |                            |
| Vogais                              | Sara Carneiro               |                            |
| Vogais                              | Joana Martins               |                            |
| Vogais                              | Ricardo Sousa               |                            |
| Vogais                              | Carlos Miguel da Cunha      |                            |
| Vogais                              | Carolina Rojais             |                            |
| Vogais                              | Rui Anjos Teixeira          |                            |
| Vogais                              | Francisco Jorge             |                            |
|                                     |                             |                            |
| Coordenador dos Deputados da JSD    | Martim Arnaut Syder         | Martim Arnaut Syder        |
|                                     |                             |                            |
| Diretor Administrativo e Financeiro | Pedro Sousa Pereira         | Pedro Sousa Pereira        |
|                                     |                             |                            |
| Coordenadores de Gabinete           | Autárquico                  | Raquel Lourenço            |
| Coordenadores de Gabinete           | Relações Internacionais     | Duarte Amaro               |
| Coordenadores de Gabinete           | Formação                    | Diana Camões               |
| Coordenadores de Gabinete           | Comunicação                 | Beatriz Oliveira           |
| Coordenadores de Gabinete           | Ensino Superior             | Camila Torgal              |
| Coordenadores de Gabinete           | Ensino Básico e Secundário  | Carla Anastácio            |
| Coordenadores de Gabinete           | Estudos                     | Rafael de Sousa            |
|                                     |                             |                            |
| Coordenadores Temáticos             | Ação Social                 | Maria Francisca Damião     |
| Coordenadores Temáticos             | Agricultura e Pescas        | Francisco Herdeiro         |
| Coordenadores Temáticos             | Ambiente                    | Tomás Miranda              |
| Coordenadores Temáticos             | Associativismo              | Henrique Milheiro          |
| Coordenadores Temáticos             | Ciência e Inovação          | Pedro Velho                |
| Coordenadores Temáticos             | Coesão Territorial          | Joana César                |
| Coordenadores Temáticos             | Cultura                     | Juliana Cerqueira          |
| Coordenadores Temáticos             | Desenvolvimento Sustentável | Tomás Marques              |
| Coordenadores Temáticos             | Digitalização               | Daniel Jorge               |
| Coordenadores Temáticos             | Economia e Finanças         | Pedro Miranda              |
| Coordenadores Temáticos             | Empreendorismo              | João Paulo Campos          |
| Coordenadores Temáticos             | Emprego                     | Tânia Ferreira             |
| Coordenadores Temáticos             | Habitação                   | José Maria Coelho          |
| Coordenadores Temáticos             | Igualdade                   | Daniela Beco               |
| Coordenadores Temáticos             | Mobilidade                  | Leonor Ribeiro e Sousa     |
| Coordenadores Temáticos             | Saúde                       | Mariana Freire             |

### Mesa do Congresso Nacional
| Mesa do Congresso Nacional | Mesa do Congresso Nacional |
| -------------------------- | -------------------------- |
| Presidente                 | João Cerejo dos Santos     |
|                            |                            |
| Vice-Presidentes           | Ana Sofia Loureiro         |
| Vice-Presidentes           | André Maciel Pontes        |
|                            |                            |
| Secretários                | Ana Pereira                |
| Secretários                | Vasco Osório               |

### Conselho de Jurisdição Nacional
| Conselho de Jurisdição Nacional | Conselho de Jurisdição Nacional |
| ------------------------------- | ------------------------------- |
| Presidente                      | Ângela Magalhães                |
|                                 |                                 |
| Membros                         | Ana Catarina Marques            |
| Membros                         | Anne Fernandes                  |
| Membros                         | Solange Figueiredo              |
| Membros                         | Guilherme Nunes                 |
| Membros                         | Ana Mafalda Fagulha             |
| Membros                         | Joana dos Santos                |
| Membros                         | João António de Andrade         |
| Membros                         | Guilherme da Silva              |
| Membros                         | Margarida Carlos                |
| Membros                         | Miguel Rodrigues                |
| Membros                         | Sérgio Luz                      |
| Membros                         | Henrique Pereira                |